# سیارک ۵۱۷۴۱
سیارک ۵۱۷۴۱ (به انگلیسی: 51741 Davidixon، نامگذاری:2001KQ50) پنجاه و یک هزار و هفتصد و چهل و یکمین سیارک کشف شده‌است که در ۲۴ مه ۲۰۰۱ کشف شد.